# Hipposideros lankadiva
Hipposideros lankadiva is een zoogdier uit de familie van de bladneusvleermuizen van de Oude Wereld (Hipposideridae). De wetenschappelijke naam van de soort werd voor het eerst geldig gepubliceerd door Kelaart in 1850.

## Voorkomen
De soort komt voor in Bangladesh, India en Sri Lanka.